# جوس ليسنيفيتش
جوس ليسنيفيتش (بالإنجليزية: Gus Lesnevich)‏ مواليد 22 فبراير 1915 في نيو جيرسي - الوفاة 28 فبراير 1964، كان ملاكم أمريكي سابق صنّف ضمن فئة وزن خفيف الثقيل. بدأ الملاكمة الاحترافية في سنة 1934. خدم في حرس السواحل الأمريكي من 1943 إلى 1945.

## إحصائيات
خاض خلال مسيرته 79 نزالا، فاز في 60 وتعادل في 5 وخسر في 14. فاز بالضربة القاضية في 23 نزالا.

## روابط خارجية
- جوس ليسنيفيتش على موقع بوكس ريك (الإنجليزية) (registration required)